# Antoine Watteau

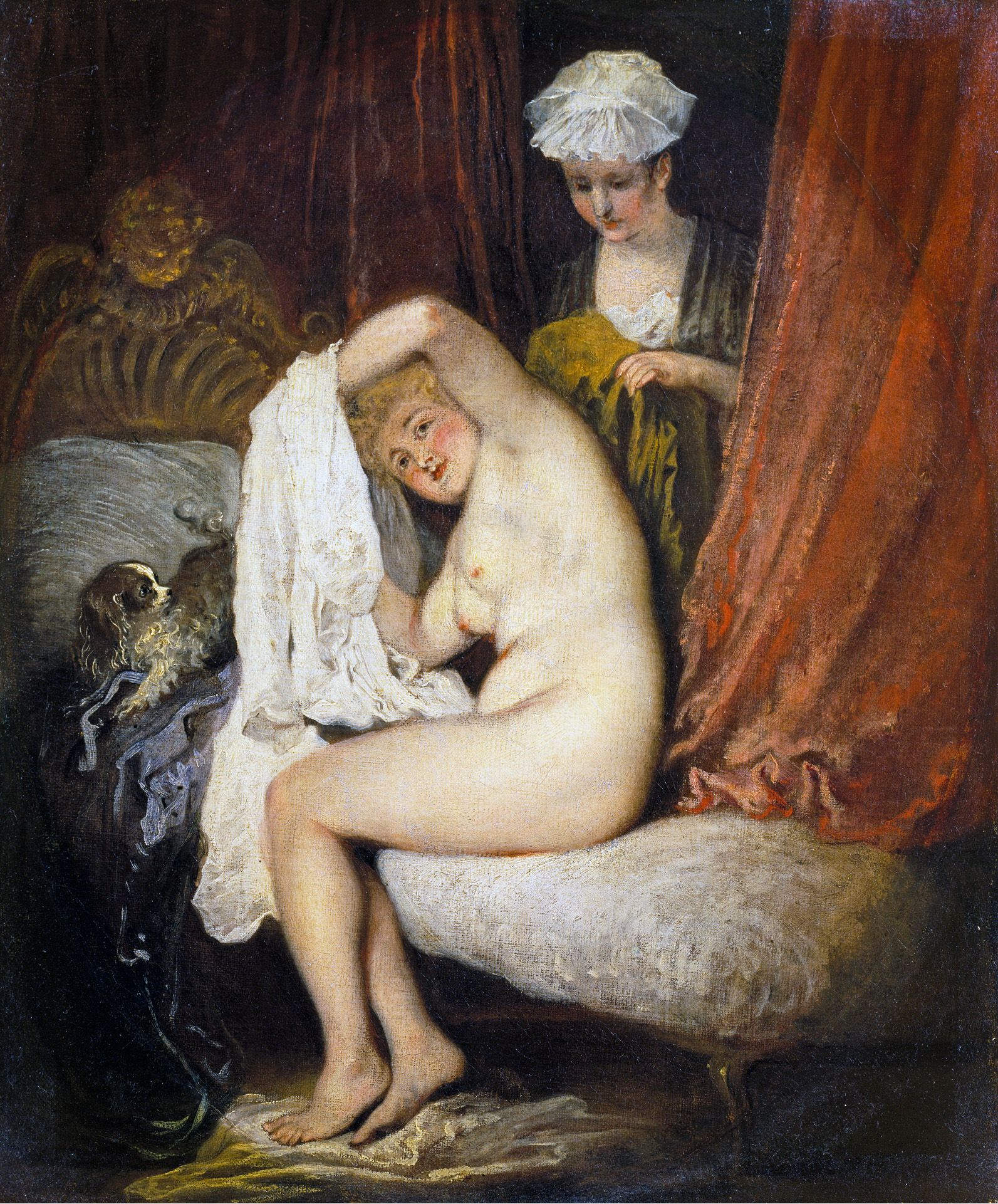
La toilette

Jean Antoine Watteau o, com se'l coneix habitualment, Antoine Watteau (Valenciennes, 10 d'octubre de 1684, Valenciennes - 18 de juliol de 1721, Nogent-sur-Marne), fou un pintor francès.
Va ser un dels primers representants del moviment Rococó. Inspirat per la commedia dell'arte, li agradava representar el teatre en els seus quadres, bé mitjançant feixucs telons o bé mitjançant els temes. Les seves obres més famoses són Pierrot i Pèlerinage à l'île de Cythère. Una de les principals fonts d'informació sobre la seva vida és la biografia que en va escriure un amic seu, el Comte de Caylus.